# Prediktion
Prediktion är en metod inom signalbehandlingen för att estimera framtida (okända) värden i en stokastisk process, baserat på tidigare (kända) värden.
Prediktion av en vit process är omöjlig i den mening att den bästa gissningen alltid är lika med 0 (noll), och felet blir i genomsnitt lika med signalens energi.
Används ibland även inom andra områden, som språkvetenskap och betyder då något liknande engelskans "prediction" (förutsägelse).